# موت أي رجل (فلم)
موت أي رجل (بالإنجليزية: Any Man's Death)، هُو فيلم دراما جنوب أفريقي صدر سنة 1990، وقد أخرجه توم كليج. الفيلم من بطولة كُل من جون سافاج وويليام هيكي وميا سارا وإيرنست بورغنين.

## وصلات خارجية
- مقالات تستعمل روابط فنية بلا صلة مع ويكي بيانات